# Crashin' Thru
Crashin' Thru é um filme dos Estados Unidos de 1923, do gênero faroeste, dirigido por Val Paul, com roteiro escrito por Beatrice Van, baseado no conto If a Woman Will, de Elizabeth Dejeans.